# إيمزوغن (أمرزڭان)
إيمزوغن هي إحدى مشيخات المملكة المغربية، تتبع جغرافيا لإقليم ورززات وإداريًا لأمرزڭان. يقدر عدد سكانها بـ 1229 نسمة حسب الإحصاء الرسمي للسكان والسكنى لسنة 2004.